# Снігурівка
Снігурі́вка — місто в Україні, адміністративний центр Снігурівської міської громади Баштанського району Миколаївської області, залізничний вузол. До 17 липня 2020 року — адміністративний центр ліквідованого Снігурівського району.

## Географія
Місто розташоване за 69 км від обласного центру та 99 км від районного центру, на берегах річки Інгульця (притока Дніпра), у Причорноморській низовині, в басейні нижньої течії річки Інгулець, що є правою притокою Дніпра у нижній течії.
До 1960-х років діяло річкове судноплавство. Висота над рівнем морем — 45 м. Належить до степової природно-географічної зони.
Клімат помірно-континентальний із м'якою, малосніжною зимою та спекотним, посушливим літом. Середньорічна кількість опадів коливається від 300 до 350 мм.
Ґрунти: південні чорноземи, темно-каштанові, каштанові.
Сусідні населені пункти:

## Історія

### Заснування
На правому березі річки Інгулець восени 1812 року зупинились 12 сімей переселенці із сіл Снігурівка та Ненайдековка Климовицького повіту Могилевської губернії. Оскільки серед поселенців була більшість із Снігурівки, то вирішили село так і назвати — Снігурівка.
Станом на 1886 рік у селі Засельської волості Херсонського повіту Херсонської губернії мешкала 2181 особа, налічувалось 310 дворових господарств, існували православна церква, школа, земська станція та 2 лавки, 1307 осіб, 253 двори, молитовний будинок, школа, 2 лавки.

### Українська революція
Після Лютневої революції у квітні 1917 року волосний з'їзд землеробів тимчасовий уряд у прагненні вести війну до переможного кінця. Наприкінці квітня робітники залізничної станції оголосили страйк, вимагаючи включити до складу волосного громадського комітету представника від залізничників, і домоглися успіху. Протягом Української революції Снігурівка частиною проголошеної III Універсалом Української Народної Республіки.
Під час Першої радянсько-української війни опиняється під більшовицькою окупацією. У березні 1918 році до села увійшли союзні Гетьманському уряду німецько-австрійські війська. Невдовзі їх змінили франко-грецькі інтервенти.
Наприкінці лютого 1919 року більшовицькі частини захопили Снігурівку, однак уже в травні їх вибило військо Матвія Григор'єва. А в серпні того ж року село захопила Добровольча армія А.Денікіна. У жовтні загін висунських повстанців на чолі з Ларіоном Завгороднім відбив денікінців, однак незабаром повстанців вибив із села білогвардійський 42-й Донський полк. Лише наприкінці січня 1920 року село зайняли частини 41-ї дивізії Червоної армії, край надовго опинився під контролем радянської влади.

### Радянський період
У березні 1923 року утворився Снігурівський район Херсонського округу Одеської губернії. Того року з числа середняків і незаможних селян організувалося тракторне товариство. Подальший промисловий розвиток Снігурівки продовжувася.
Під час Голодомору Снігурівка, район як і вся, охоплена голодом, УРСР дуже постраждала в ці часи. Плани хлібозаготівель постійно переглядались у бік збільшення. Неспроможність селянства впоратися з неадекватно поставленими перед ним завданнями, зокрема через несприйнятливі погодні умови, з одного боку і рішуче прагнення владних органів силоміць забирати зерно, щоб виконати ці плани, — призвели до великої смертності селян від голоду.
Під час Другої світової війни населений пункт опиняється під німецькою окупацією. У березні 1944 року радянським командуванням в районі Снігурівки була проведена одна із значних операцій Другої світової війни, яка отримала назву Березнегувато-Снігурівської. Снігурівка знову перейшла під контроль радянських військ. Із 1520 громадян Снігурівки, які пішли на фронт, в рідні місця повернулося тільки 680. Снігурівці з повагою зберігають в пам'яті імена загиблих земляків та тих, хто бився за їхнє місто. У Снігурівці встановлено 4 пам'ятника загиблим воїнам.

### У Незалежній Україні

#### Кінець XX— початок XXI століття
У травні 1995 року Кабінет Міністрів України затвердив рішення про приватизацію АТП-14830, районного агрохімії, заводу будівельних матеріалів і районної сільськогосподарської техніки, в липні 1995 року було прийнято рішення про приватизацію заводу залізобетонних виробів, ремонтно-механічного заводу, спеціалізованих АТП-1411, ПМК No 25, ПМК No 136, радгоспів «Приозерний» та «Інгулецький».
24 листопада 2015 року Снігурівська міська рада під час декомунізації перейменувала проспекти, вулиці, площі, проїзди в місті.
12 вересня 2019 року на головній алеї, що веде до Снігурівської районної гімназії, встановлено пам'ятник Тарасові Шевченку. Крім встановлення пам'ятника, було приведено до ладу і весь сквер. Це стало можливим після отримання Снігурівським районом 300 тисяч грн на благоустрій відповідної території.
17 липня 2020 року, в результаті адміністративно-територіальної реформи та ліквідації Снігурівського району, місто увійшло до складу Баштанського району.

#### Російсько-українська війна
В ході російського вторгнення в Україну, 1 березня російські війська рухалися до міста. Місцеві жителі перегородили в'їзд техніки, взяли кількох окупантів у полон. 3 березня навколо міста почалися бої. 19 березня Снігурівку окупували російські війська, перед тим місто обстріляли. 25 березня внаслідок російського обстрілу пошкоджено школу. 19 липня ЗСУ повідомили, що українська авіація завдала удару по окупантах в районі Снігурівки
30 вересня 2022 року за результатами псевдореферендума Снігурівка прієднана до Херсонського району Херсонської області як суб'єкта Російської Федерації, проте 10 листопада 2022 року 131-й розвідувальний батальйон ЗСУ звільнив місто від російських окупантів.
13 листопада 2022 року в місті було відновлено мобільний зв'язок, з 14-го — відновлено подачу води. В'їзд до міста обмежили щонайменше до 24 листопада.
Загинули в боях за місто:
- Спендовський Микола Олександрович (1971—2022) — полковник Збройних Сил України, учасник російсько-української війни.
- Телегуз Василь Іванович (1964—2022) — полковник Збройних Сил України, учасник російсько-української війни.

3 січня 2024 року, близько 17:45, російська армія вдарила по Снігурівці, застосувавши зенітно-ракетний комплекс С-300. Внаслідок обстрілу пошкоджено 30 будинків та господарчих споруд, автомобілі.

## Населення
У Снігурівці, станом на 1 січня 2022 року, мешкало 12 045 осіб.

### Національний склад
Розподіл населення за національністю за даними перепису 2001 року:
| Національність  | Відсоток |
| --------------- | -------- |
| українці        | 87.85%   |
| росіяни         | 8.87%    |
| білоруси        | 1.51%    |
| молдовани       | 0.55%    |
| вірмени         | 0.16%    |
| поляки          | 0.10%    |
| болгари         | 0.10%    |
| інші/не вказали | 0.86%    |

### Мова
Розподіл населення за рідною мовою за даними перепису 2001 року:
| Мова            | Кількість | Відсоток |
| --------------- | --------- | -------- |
| українська      | 13032     | 84.65%   |
| російська       | 2224      | 14.44%   |
| білоруська      | 44        | 0.29%    |
| румунська       | 42        | 0.27%    |
| вірменська      | 12        | 0.08%    |
| циганська       | 8         | 0.05%    |
| інші/не вказали | 34        | 0.22%    |
| Усього          | 15396     | 100%     |

## Інфраструктура

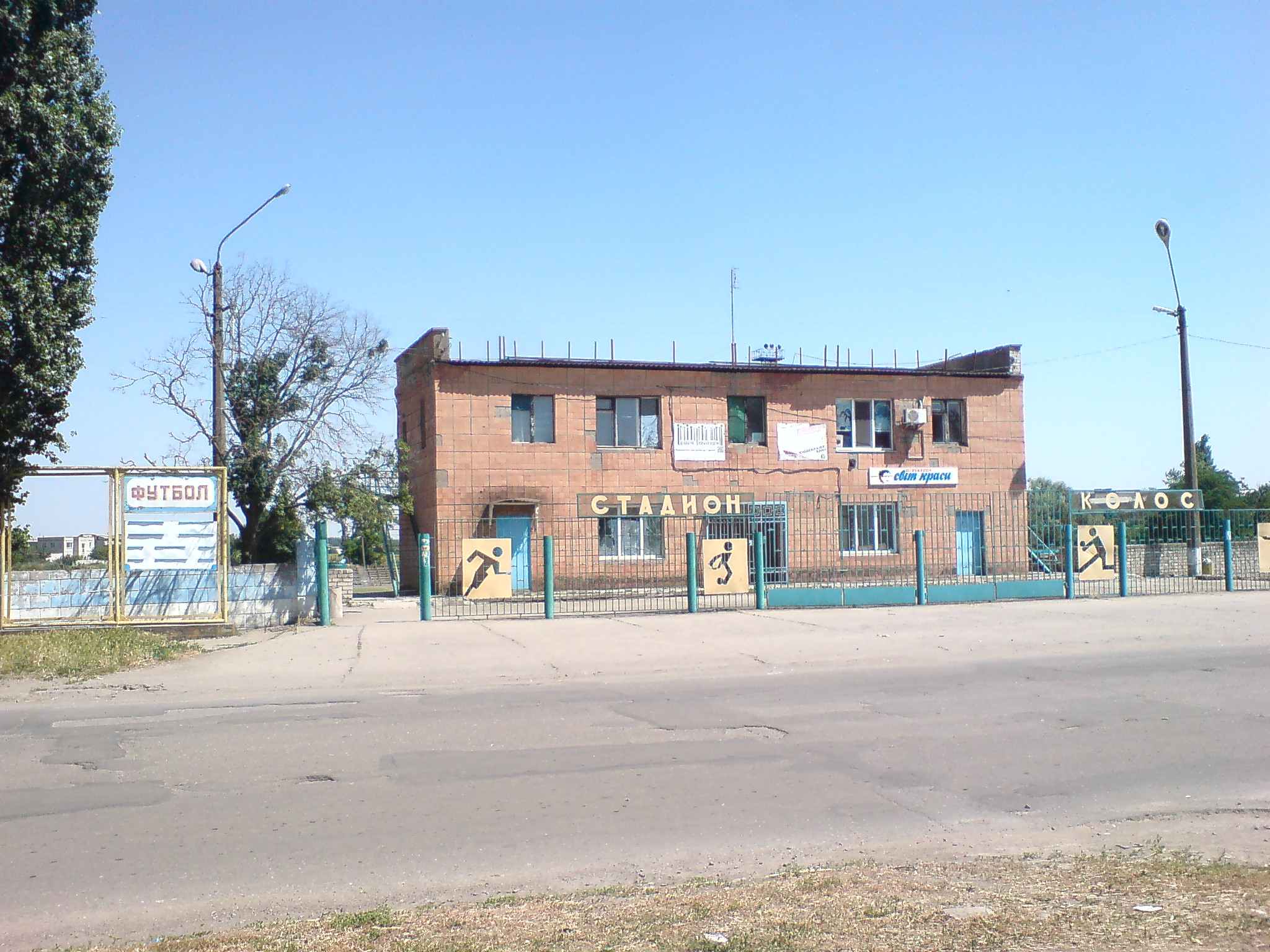
Стадіон «Колос»

### Загальна характеристика
У місті функціонують: районний будинок культури, стадіон з трибунами на  1500 місць, Відділ РАГСу, відділення банків «ПриватБанк» та «Ощадбанк», Центральна районна лікарня, КП «Снігурівський ринок», пошта, Центральна районна бібліотека, Будинок творчості дітей та юнацтва, Будинок культури. Заклади освіти: два дошкільні виховні  заклади — дитячі садки № 1 та № 2, Снігурівська районна гімназія імені Тараса Шевченка, ЗОШ № 1 І—III ст., ЗОШ № 2 І ст., ЗОШ № 3 І—III ст., ЗОШ № 4 І—III ст., ліцей № 34, дитяча юнацька спортивна школа, професійно-технічне училище.
У місті друкують районну громадсько-політичну газету «Вісті Снігурівщини».

### Транспорт
Фізична відстань до Києва — 383 км. Відстань та час в дорозі автомобільним транспортом наведено у таблиці:
| №  | Пункт призначення         | Відстань між автостанціями, км | Час в дорозі  |
| -- | ------------------------- | ------------------------------ | ------------- |
|    | Відстань до великих міст: |                                |               |
| 1  | Київ                      | 547                            | 7 год. 19 хв. |
| 2  | Херсон                    | 58,6                           | 1 год. 2 хв.  |
| 3  | Миколаїв                  | 69,5                           | 1 год. 19 хв  |
| 4  | Кривий Ріг                | 129                            | 2 год. 15 хв. |
| 5  | Одеса                     | 202                            | 3 год. 22 хв. |
| 6  | Запоріжжя                 | 274                            | 4 год. 55 хв. |
| 7  | Дніпро                    | 275                            | 4 год. 25 хв. |
| 8  | Березнегувате             | 33,3                           | 35 хв.        |
|    | Районні центри:           |                                |               |
| 9  | Баштанка                  | 58                             | 1 год. 00 хв. |
| 10 | Каховка                   | 116                            | 1 год. 50 хв. |

До 24 лютого 2022 року, до російського вторгнення в Україну, через місто прямували пасажирські поїзди:
| №                | Маршрут сполучення                  | Періодичність курсування |
| ---------------- | ----------------------------------- | ------------------------ |
| 102/101          | Київ — Херсон                       | Щоденно                  |
| 125/126          | Рахів — Івано-Франківськ — Миколаїв | Через день               |
| 142/141          | Одеса — Маріуполь                   | Через день               |
| 318/317 «Таврія» | Одеса — Запоріжжя                   | Скасований з 25.10.2020  |
| 376/375          | Херсон — Харків                     | Скасований               |
| 869/870          | Апостолове — Миколаїв-Вантажний     | Щоденно                  |
| 161/162          | Київ — Миколаїв                     | За вказівкою             |
| 252/251          | Одеса — Дніпро                      | За вказівкою             |
|                  | Каховка — Миколаїв-Вантажний        | Приміські поїзди         |

Станом на січень 2024 року через станцію Снігурівку курсує лише одна пара приміського поїзда № 6321/6322 сполученням Миколаїв — Біла Криниця.

### Топоніми
Снігурівська міська рада, на виконання Закон України «Про засудження комуністичного та націонал-соціалістичного тоталітарних режимів та заборону пропаганди їхньої символіки» № 317-VIII від 9 квітня 2015 року, вирішила перейменувати деякі вулиці, провулки, площу і мікрорайон м. Снігурівка.
Були змінені такі назви вулиць:
| Попередня назва              | Сучасна назва                                                  |
| ---------------------------- | -------------------------------------------------------------- |
| вулиця Ватутіна              | вулиця Зоряна                                                  |
| вулиця Воровського           | вулиця Тиха                                                    |
| вулиця Дзержинського         | вулиця Горіхова                                                |
| вулиця Жовтнева              | вулиця Жовтнева (з нагоди заснування міста у жовтні 1812 року) |
| вулиця Калініна              | вулиця Калинова                                                |
| вулиця Кірова                | вулиця Вишнева                                                 |
| вулиця Котовського           | вулиця Привокзальна                                            |
| вулиця Комсомольська         | вулиця Братня                                                  |
| вулиця Коцюбинського         | вулиця Михайла Коцюбинського                                   |
| вулиця Леніна                | вулиця Центральна                                              |
| вулиця Орджонікідзе          | вулиця Лугова                                                  |
| вулиця Постишева             | вулиця Волошкова                                               |
| вулиця Павлика Морозова      | вулиця Квіткова                                                |
| вулиця Радгоспна             | вулиця Світла                                                  |
| вулиця Фрунзе                | вулиця Весняна                                                 |
| вулиця Червоногвардійська    | вулиця Янтарна                                                 |
| вулиця Червоноармійська      | вулиця лікаря Горбурова                                        |
| вулиця Щорса                 | вулиця Бузкова                                                 |
| вулиця Крупської             | вулиця Паркова                                                 |
| провулок Комсомольський      | провулок Братній                                               |
| провулок Червоногвардійський | провулок Янтарний                                              |
| провулок Червоноармійський   | провулок Дитячий                                               |
| площа ім. В. І. Леніна       | площа Центральна                                               |
| мікрорайон «Соцмістечко»     | мікрорайон «Сонячний»                                          |

Рішення набуло чинності 24 листопада 2015 року. У 2016 році розпорядженням голови Миколаївської ОДА у місті перейменовано ще низку вулиць.

## Економіка

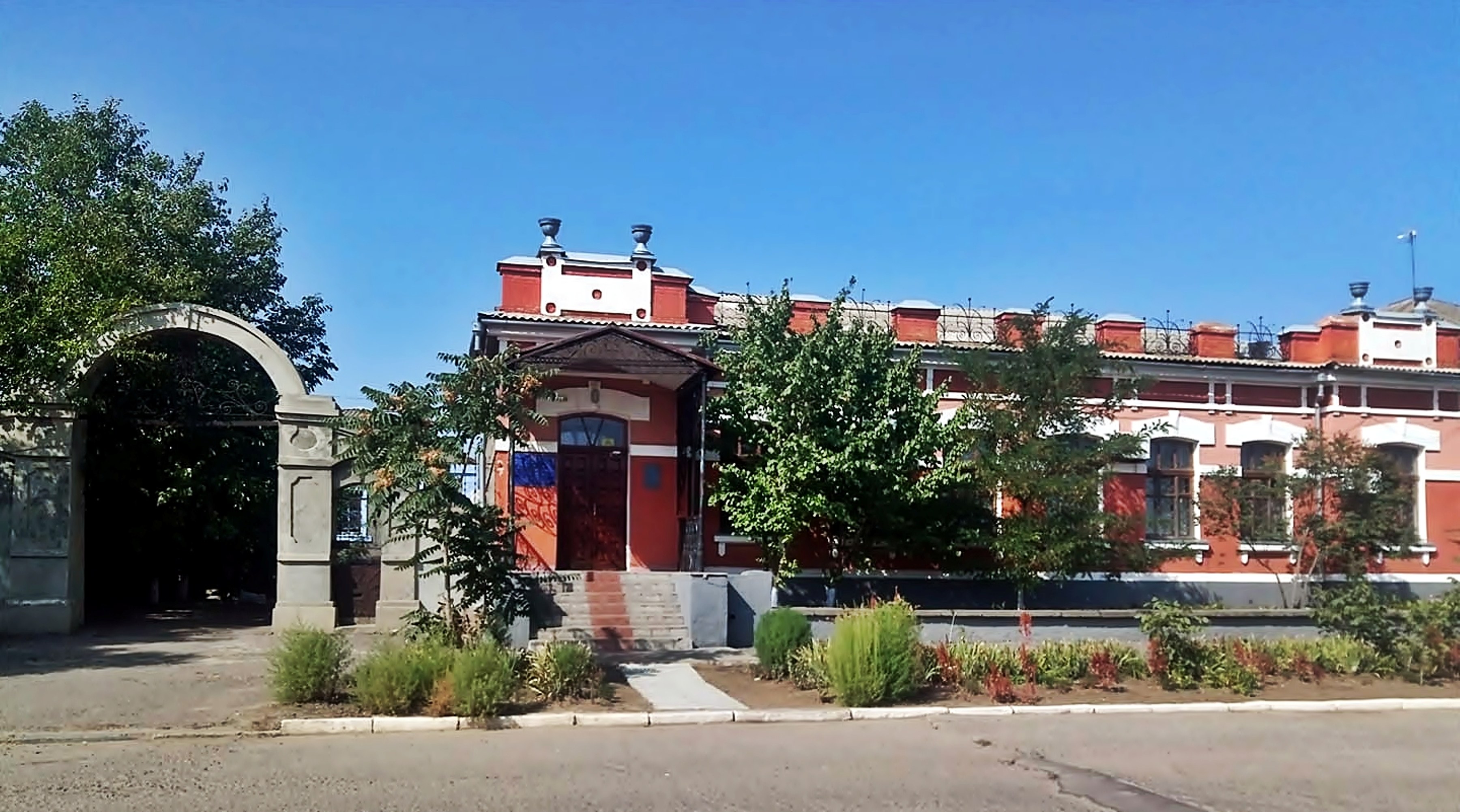
Будівля кредитного товариства початку XX століття

За радянських часів були Ремонтно-механічний завод і завод залізобетонних виробів, харчова промисловість.
У 1951—1963 роках біля Снігурівки побудовано Інгулецьку зрошувальну систему.
У 2018 році філією «Снігурівська птахофабрика» ПНВК «ІНТЕРБІЗНЕС» розпочато роботи з реконструкції приміщень для утримання птиці. Підприємство спеціалізується на виробництві курячих яєць. У січні-лютому 2019 року введено в дію 4 корпуса проєктною потужністю 150 тис. голів птиці, до кінця 2019 року — 350 тис. голів птиці. Очікуваний обсяг виробництва продукції за рік — 113 млн яєць.

## Особистості

### Народилися
- Голубова Ганна Антонівна (1915—2002) — українська художниця.
- Дмитрулін Юрій Михайлович — футболіст.
- Козлов В'ячеслав Іванович — поет.
- Курак Станіслав Петрович (нар. 1946) — український художник.
- Платонов Сергій Сергійович (1989—2014) — старший солдат Збройних сил України, учасник російсько-української війни.
- Луста Володимир Вікторович — український політичний і громадський діяч.
- Хлань Олександр Володимирович — український топ-менеджер, генеральний директор ДП «Завод імені В. О. Малишева».
- Хлань Сергій Володимирович — український політик, народний депутат України.
- Волошин Дмитро Вікторович (1999—2022) — старший солдат Збройних сил України, учасник російсько-української війни.

### Проживали
- Гуменюк Олександр Миколайович (1971—2019) — командир роти батальйону «Кривбас», учасник російсько-української війни[26].
- Зіньковський Сергій Григорович (1955—2024) — заслужений тренер України з дзюдо і самбо.
- Марквас Ігор Йосипович (1967—2015) — старший лейтенант Збройних сил України, учасник російсько-української війни, загинув у боях за Дебальцеве.

## Місто-партнер
- Чортків, Україна (2025)[27]